# ارين دوغلاس
ارين دوغلاس (بالإنجليزية: Warren Douglas)‏ هو كاتب سيناريو وممثل أمريكي، ولد في 29 يوليو 1911 في الولايات المتحدة، وتوفي بنفس المكان في 15 نوفمبر 1997.

## وصلات خارجية
- ارين دوغلاس على موقع IMDb (الإنجليزية)
- ارين دوغلاس على موقع ألو سيني (الفرنسية)
- ارين دوغلاس على موقع أول موفي (الإنجليزية)
- ارين دوغلاس على موقع قاعدة بيانات برودواي على الإنترنت (الإنجليزية)
- ارين دوغلاس على موقع قاعدة بيانات الأفلام السويدية (السويدية)
- ارين دوغلاس على موقع قاعدة بيانات الفيلم (الإنجليزية)
- ارين دوغلاس على موقع كينوبويسك (الروسية)